# テレビが映したスポーツ60年
テレビが映したスポーツ60年（テレビがうつしたスポーツ60ねん）は、NHK BS1で2013年に6回シリーズで放送されるスポーツドキュメンタリー番組である。原則として毎月1回放送される。
NHKがテレビ放送を開始して2013年で60周年になるのにあたり、テレビが映し出したスポーツの名勝負・感動の名場面をフィルム・VTRのライブラリーをふんだんに織り込んで描いていく。

## 放送内容
1. （2013年1月）「力道山と東京五輪」　テレビ黎明期のアイドルであったプロレスラーの力道山とそのライバルたちの名勝負、そして1964年東京オリンピックのテレビ中継の舞台裏
2. （2013年2月）「巨人・大鵬・卵焼き」　1950年代後半～70年代前半のテレビを彩った大相撲とプロ野球。特に巨人軍黄金時代を支えた長嶋茂雄・王貞治と、大相撲の日本を代表する大横綱・大鵬幸喜を通してその時代背景を探る
3. （2013年3月）「高度経済成長とスポーツ」　1960年代後半～70年代前半、高度経済成長期と共にテレビの普及が進み、テレビからスポーツのヒーローが数多く生み出された
4. （2013年4月）「カメラがスターを追いかけた」　具志堅用高や山下泰裕、カール・ルイスら、テレビを通して数多くのアスリートがスターへとのし上がった。そのスーパースターたちの美技を見つめる
5. （2013年5月）「受け継がれる伝説」　時代は昭和から平成へ。スポーツの世界においても貴乃花（貴花田）、野茂英雄といった新しいスターが誕生した
6. （2013年6月）「女性アスリートに勇気をもらった」　なでしこジャパンや樋口久子、伊藤みどりら、世界に挑戦した日本人女性選手の活躍

## 出演
ナレーター：鹿島綾乃

## 関連番組
2013年2月1日のNHKテレビ開局記念日にNHK BS1で「特集・テレビが映したスポーツ60年」と題して、3部構成でドキュメントとスタジオトークを交えた形式での特番が行われた。
1. お茶の間にスポーツがやってきた（2月1日 21:00 - 21:50）
2. 野球!野球!野球!（同 23:00 - 23:50）
3. 舞台は世界へ（同 24:00 - 24:50〔2日 0:00 - 0:50〕）